# 염포천 (울산)
염포천(鹽浦川)은 울산광역시 북구 염포동의 염포산에서 발원하여 태화강으로 흘러드는 강이었으나 현재는 완전히 복개되었다.